# مارك بابيك
مارك بابيك (مواليد 24 أبريل 1973) هو لاعب كرة قدم أسترالي سابق ولعب كمدافع.

## روابط خارجية
- مارك بابيك على موقع الاتحاد الدولي (مؤرشف)  (الإنجليزية)
- مارك بابيك على موقع قاعدة بيانات كرة القدم.إي يو (الإنجليزية)
- مارك بابيك على موقع ناشيونال فوتبول تيمز (الإنجليزية)
- مارك بابيك على موقع أوليمبيديا (الإنجليزية)
- مارك بابيك على موقع اللجنة الأولمبية الأسترالية (الإنجليزية)